# メメシス
『メメシス』は、柳生卓哉による日本の漫画作品。『週刊少年サンデー』（小学館）にて2018年14号から2019年9号まで連載された。

## あらすじ
史上最凶の大魔王軍が人々を苦しめる世界で、無名の戦士アシューとキジラは魔物の討伐に励んでいた。彼らは以前、この世界で最も大魔王討伐を期待される勇者・レオンとパーティーを組んでいたが、レオンの女好きが災いしパーティーをクビにされていた。それをいつまでも根に持つ二人は「レオンより先に大魔王を倒し、クビにしたことを後悔させる」、ただその一念で大魔王討伐の旅に出る。

## 登場人物

### 主要人物
アベルト・アシュー
本作の主人公の一人。勇者レオンの元仲間である戦士。18歳。レオンが募集していた修行仲間の選考にキジラと共に合格し、3人でパーティーを組み魔王討伐の旅を続けていたが、旅も3年目に差し掛かった約1年前、突然レオンに解雇される。その悔しさからレオンを見返すため、同じくクビになったキジラと共に修行に励み、「レオンより先に大魔王を倒し、クビにしたことを後悔させる」との思いで大魔王討伐の旅に出る。
レオンの仲間だったころはキジラとは犬猿の仲だったが、クビになってからはお互いを毎日慰め合うことで無二の親友となった。その二人の関係はある種の共依存でもあり、デビッチからは「ズブズブの人間関係」「きしょい」と酷評されている。
裕福な家庭の出身。聡明な人物で、宝石や鉱石の見極めも得意。また、レオンから「人の話を聞いていない」と言われたことから努力し、動物の言葉を聞き取る能力を身につけている。一方、レオンに見捨てられたショックにより夢遊病を患っているほか、毎日おねしょに悩まされており、トイレにも1人では行けないなど繊細な人物。嫌いな食べ物はセロリ。
当初、レオンにクビにされたことは彼らにとって受け入れがたい事実であったが、後にその時挫折を経験したおかげで成長することができたと受け止めれるようになった。物語終盤ではキジラ、レオンと共に魔界に攻め込むが、魔将相手に3人とも苦戦。焦るレオンに対し、「お前は勇者だが俺たちは戦士」だとして目標としていた大魔王の討伐をレオンに譲ることを提案し、アシューとキジラは魔将の足止めを行った。レオンが魔王を倒し、世界が平和になった後はキジラと2人きりで山奥に住んでいる。また、キジラと共にレオンの仲間に復帰し、旅も続けている。
キジラ
本作におけるもう一人の主人公。アシューと同様、レオンのパーティーをクビになり、レオンを見返すためアシューと共に大魔王討伐の旅に出る。
以前は剣撃と攻撃魔法で押し通すタイプの戦闘スタイルだったが、レオンにそれを批判されクビになってからは補助魔法も習得した。レオンに見せつけるために倒した魔物のスケッチを持ち歩いている。
貧困な家庭の出身で、文字の読み書きは苦手なため、アシューに教えてもらいながら勉強中である。文字が読めないため魔法は耳コピで覚えた。アシュー曰く「ワイルドでダンディーで器の大きい人物」。スラム時代は毒キノコを主食としていたらしく、毒をものともしない鉄の胃袋を持つ。実家は大家族で炊事洗濯は得意。アシューのおねしょパンツを洗うのが日課。特技は家庭的な実用魔法。
ローズ
拳闘士の少女。武道一家の出身で、母親はローズを生んですぐ武者修行の旅に出ており、男だらけの道場で育つ。15歳の時に父親を倒して免許皆伝となり、武者修行の旅の途中でローズが助けた2人の女魔導士、プニエとペロロとパーティーを組む。しかし、2人はある日レオンのパーティーに入り、その時ケガで療養中だったローズは置いてかれたため、レオンを倒し、2人を奪い返すことを決意する。旅の途中でアシュー、キジラと出会い2人の強さを気に入り、「レオン繋がり」ということもありパーティー入りする。
男だらけの家で育ったことが災いしたのか、プニエらとの出会い以降は無類のおっぱい好きと化してしまっている。連載序盤ではいつまでも過去のことを根に持つアシューらの女々しさを笑い飛ばすムードメーカー的存在だったが、徐々に巨乳マニアとしての本性を発揮するようになる。ただしアシュー、キジラはそれを黙認している。キジラと同様文字は読めない。フランスパンが好き。
ナーシャ・ラキ・リンダ
戦士。故郷と家族を魔王軍の岩石巨兵に奪われ、敵討ちの協力をアシューとキジラに依頼した。
正体はキリ国国王の孫娘で、母親（国王の娘）の嫁ぎ先の国が岩石巨兵に滅ぼされたため、キリ国の姫として招き入れられる予定であったところを今度は魔王軍幹部のデビルンルンに攫われる。アシューらにより再び助けられた後は、恩を返すため、魔界へ向かうアシューらの仲間入りする。
実は大の冒険好き。ラムカを上回る巨乳であるため、ローズからは「巨匠」と呼ばれ、神格化されつつもセクハラを受けている。基本的には温厚な性格だが、ゴブリンが相手だと好戦的になる。最終話では姫の立場ながら秘境巡りの冒険に出て、多様な種族と交流をしている。
ラムカ
エルフ族の弓師。以前、魔物に捕まっていた兄をアシューとキジラに助けられて以来、2人の熱狂的なファンになる。ただし、表向きはそれを悟られないよう2人の前でもクールに振舞っている。魔物討伐依頼所でアシューとキジラに仲間入りを打診するが、彼らからは「オレ達は（レオンと違って）仲間を大事にしたい」ため簡単には仲間を増やせないとの理由で断られる。しかし、その後も一方的に彼らをつけまわしている。情報通でもあり、上記の通り正式に仲間入りはしていないがアシュー、キジラからその情報網を頼りにされることもある。巨乳であるためローズからは常に狙われている。
最終話では元々住んでいたエルフの国からアシューらの家の近くに引っ越しており、双眼鏡で彼らを盗み見したり、ジョギーが自身の借金返済のために盗んだ2人の私物を買い漁るなどストーカーが悪化している。

### レオン一行
レオン
この世界で最も大魔王討伐を期待される勇者。女好き。かつてアシュー、キジラとパーティーを汲んでいたが、パーティー入りを名乗り出た2人の女魔導士、プニエとペロロを気に入り、彼女ら2人をパーティー入りさせるとともにアシュー、キジラを解雇する。この際、アシューやキジラにそれぞれの欠点を伝えたため、2人はそれの克服に励むようになるが、レオン自身は深い考えがあったわけでなく、実際は「なんとなく」でクビにした。
クビにしてからも2人の動向は一応気にかけているが、王宝「千里眼」を「いらないから」と2人にプレゼントするなど、見下したような態度を取る。常に自由奔放な言動で回りを乱すが、その性格を知るのはアシュー、キジラら実際に接したことのある一部の人間のみで、世間一般では勇者らしい高潔な人物だと思われている。勇者としての能力は極めて高く、アシューらもクビにされたことは恨みつつもレオンの実力は認めている。
最終戦でアシュー、キジラの努力と実力を認めるようになり、大魔王を倒した後は和解し再びパーティーを組んだ模様。
プニエ、ペロロ
2人組の女魔導士。いかにもな魔女っぽい方がプニエで、獣耳の方がペロロ。かつてローズと共にパーティーを組んでいたが、旅先で勇者レオンに遭遇。レオンに仲間入りを打診し、彼とパーティーを組む。

### 魔王軍幹部討伐隊
キリ国・国王が出した魔王軍幹部・デビルンルンの討伐とさらわれた姫君（リンダ）の奪還依頼に集まった戦士たち。アシュー、キジラ、ローズ、ラムカもこれに参加していた。
ジョギー
賭博勇者。厳格な勇者の家系に生まれ、勇者を継いだが、本人は勇者的な活動をする気は全くなく、ギャンブルにのめり込んでいた。しかし、余興でカジノに来ていたレオンにギャンブルで大負けし、人生4000回分の借金を背負った。勇者としての活動による報酬でレオンに再びギャンブル勝負を挑むため、討伐隊に参加。
常に借金取りに追われている。あらゆる事象で賭け事を行おうとする破滅的な性格だが、剣のない状況でもフランスパンで代用し巨大な魔物を一刀両断するなど、勇者としての実力は本物。デビルンルン城でアシュー、キジラと共闘。
最終話でもギャンブル依存症は治っておらず、キジラ達の私物を勝手に売って借金の返済に充てている。
モンジ
侍。武気道の使い手。弟子のカヨコ、メイファンの修行を兼ねて打倒大魔王の旅をしている。好物は三色団子。初期設定ではレオンの師匠だったらしく、作中にもそれをほのめかすような発言がある。
桜戸カヨコ（さくらど カヨコ）
戦士。モンジの弟子。正体は日本の東京都の女子高生で、祖父の蔵を掃除していた時に見つけた鏡の力でこの世界に飛ばされた。また、その際に右手がハンドブラストになっており、主にそれで攻撃を行う。元の世界ではトーキョー都立月ケ浦高校2年C組でバドミントン部だった。元の世界に戻るため戦っているが、こちらの世界のこともそれなりに気に入っている。ライトノベルや声優を好むおたくだが、利き手がハンドブラストのため字も絵も描けないのが悩み。
最終話ではアシューらが見つけた次元竜で元の世界に戻れるようになったが、それ以後も両方の世界を行き来している。ただし右手はハンドブラストのままとなっており、元に戻っていない。
メイファン
モンジの弟子。拳法の達人で、人間のツボを完璧に把握している。口癖は「アル」。姉が2人おり、姉の教えから男に対して警戒心を持つ。カヨコのことを気に入っており、カヨコの義姉を名乗る。おそらくシスコン。
ガリィ
魔法使い見習い。かなりの巨体かつ怪力だが、乙女チックな性格。
ピット
魔物使い。子供のような見た目で、自分よりはるかに大きな魔物を使役している。
ウィルス、ナイル、ミルティー
貴族剣士、貴族魔導士、貴族撃手の3人組。レオンに対しライバル意識を持つ。
ライノ
色黒の戦士。親友の戦士（名前は不明）と共に討伐隊に参加していたが、親友が瀕死の重傷を受けたためアシュー、キジラから魔法石（ワープストーン）を譲り受け離脱した。

### その他の人物
バイル
期待の新星として注目されている若手勇者。同郷で幼馴染の僧侶パンジー、戦士リックスとパーティーを組み、魔王軍幹部ヘドロブラザーに挑むが歯が立たず、殺されかけた所をアシュー達に助けられる。レオンに心酔しており、アシュー、キジラがレオンの元仲間だと知ってからは敬語で話すようになる。ヘドロブラザー討伐後、アシュー、キジラから王宝「千里眼」を譲り受ける（元々レオンがアシューらに譲ったものだが、「レオンから受け取った道具で大魔王を倒したらレオンのおかげになってしまう」との考えで譲り受けを拒否したため）。彼が世間に対しヘドロブラザーを倒したのはアシュー、キジラ、ローズであると証言したことで、3人の名は世界中に知れ渡ることとなる。
キリル
キリ国の国王。リンダの祖父。魔王軍幹部・デビルンルンにさらわれた孫娘の救出のために討伐隊を募集する。

### 魔王軍
世界の4割を支配下に置く。大魔王を筆頭に魔将が2体、幹部が12体、その配下に数億体もの魔王兵がいる。
大魔王
魔王軍のトップ。肉の塊に無数の口があるというグロテスクな姿をしている。物語終盤でレオンが魔界に攻め入った際、秘術により数億の魔王兵を人間界に送り込み人間界を滅亡させることを決めるも、秘術の完成前にレオンに倒される。
ザ・パワー
魔王軍魔将。 屈強な1つ眼の魔物で、魔王軍一の力を持つ。一人称は「我輩」。身体が大きいが声も大きい。
もう一人の魔将サンカク剣士を相棒と呼び、信頼している。終盤ではレオンを足止めするため、そのサンカク剣士と融合し戦いを挑むが、アシュー、キジラにより食い止められる。
サンカク剣士
魔王軍魔将。三角コーンをかぶった騎士のような姿の魔物で、スピードの速さが自慢。一人称は「オレ」。残虐な性格で、殺害した相手を三角形に斬って遊ぶ。
もう一人の魔将ザ・パワーを相棒と呼ぶほか、大魔王とも深い信頼関係がある。終盤ではレオンを足止めするため、そのザ・パワーと融合し戦いを挑むが、アシュー、キジラにより食い止められる。

#### 魔王軍幹部
12体で構成される魔王軍の幹部で、それぞれ「王宝」と呼ばれる大魔王の秘宝を守護している。レオンが最終戦前に自分は7体倒したと証言しており、その内ダークマン、ググ、デビルンルン、デスパルドを除く3体は作中には登場していない。合計が12体を超えるのは新たに幹部を補充したため。
ダークマン
懸賞金600万ドク。レオンに倒されている。
医療能力を持つ王宝「ヒアルシャイン」を大魔王から託されていた。
魔拳のググ（まけんのググ）
懸賞金は不明。レオンに倒される。
王宝「千里眼」を大魔王から託されていた。
ヘドロブラザー
懸賞金770万ドク。第10話から登場。一つの体に二つの頭を持つ結合双生児で、二つの頭はそれぞれ独立した意思を持つ。
王宝「吸収石“テグストーン”」の持ち主で、あらゆる物を吸収し所有者の力に変えることができる。そのため、自らの部下をも吸収し力にしていた。その能力でローズを吸収しアシュー、キジラに対して優位に立つが、逆にローズに腹の中で暴れられてしまい、その隙を見たアシューらに倒される。
デビルンルン
第23話から登場。人間のような上半身と烏のような下半身を持つ。リンダを攫い、救出に来た戦士たちを魔物と融合させ新たな魔王軍幹部へと生成する「幹部保管計画」を目論む。
潜在能力を開放する王宝「デビルオープナー」を大魔王から託されており、魔変速（デビルギア）を上げるごとに段階的に戦闘力を増す。ローズ、ジョギー、モンジといった歴戦の戦士を一瞬で倒す強さと非情さを見せつけるが、アシュー、キジラとの戦闘の際にレオンの不意打ちで倒される。その後は一命を取り留めるも、魔力を使い果たしてしまったため幼児化した。
最終話では新魔王に就任したモリドーラ・ケンブリッジが人間と共存する方針を取ったため、アシューら人間とも和解した模様。
モリドーラ・ケンブリッジ
第32話から登場。「皇帝」の異名を持つ。卵のような丸い見た目をしている。魔物ながら比較的話の通じる人物で、何故かキジラに温泉饅頭大食い対決を挑み、良きライバルと認めるようになる。さらに、「引き締まったボディーが好き」との考えから、ローズに一目惚れし、魔王軍を離脱しアシューらの仲間入りする。
最終話では大魔王亡き後の魔王に就任。人間に対し共存する方針を取った。
邪豹・デスパルド（じゃひょう・デスパルド）
第36話でレオンに倒される。
ゴルゴン・ゾラ
第36話で登場。新たに補充された幹部。魔王軍を裏切ったモリドーラをアシューらもろとも倒そうとするが返り討ちに会う。
サキュバイト・ビッチェル
第42話で登場。サキュバス。ローズに戦いを挑むが、彼女に乳を揉みしだかれ陥落する。
チチオロチ大将軍
第42話で登場。8つ手のゴブリン。巨乳好き。リンダに倒される。

#### 魔王兵
岩石巨兵
岩石のような巨人兵。懸賞金56万ドク。第1話で登場。リンダの両親の敵。リンダの依頼を受けたアシュー、キジラにより倒される。しかし、村人のいい加減な証言により人間らの間ではレオンが倒したことにされている。
魔界に岩石巨大兵という上位種がいる。
ゴーマ
レオン虐殺第7支部長。懸賞金88万ドク。第2話で登場。3年前にレオンに殺されかけており、レオンに対して強い復讐心を抱く。アシュー、キジラにより倒される。
デビッチ
魔王軍二等兵。後に一等兵に昇格。第3話から登場。デビルンルンに心酔しており、アシュー、キジラの首をデビルンルンに献上すべく、2人の行動を調査していたが、あまりの2人のズブズブの関係に嫌悪感を抱く。2人が寝ている隙に暗殺を試みるが返り討ちに会う。その後も幾度か2人を倒そうとするが毎回2人のズブズブの関係を見せつけられ敗北している。
最終話では新魔王に就任したモリドーラ・ケンブリッジが人間と共存する方針を取ったため、人間とも和解した模様。
ボンブ
魔王軍第41支部長。懸賞金27万ドク。第6話で登場。アシュー、キジラにより倒される。第7支部長のゴーマを同胞と呼ぶ。
キノゴン
ヘドロブラザーが治めるヘドロ領毒菌地帯のボス。毒キノコの魔物。第8話で登場。
キジラのゲドケル（解毒魔法）の連発を食らい、毒が抜け改心した。女体化を引き起こす「メッスルーム」というキノコを持っている。
マミー女
文字通り女性のミイラの魔物。第9話で登場。不死身。
女体化したキジラたちを人間と見分けられないなど警戒心が低い。顔を見られることが（恥ずかしいから）弱点。
チチグルイ・ゴブゾウ
デビルンルン城の拷問官。第16話で登場。巨乳好きでリンダを痛めつける。デビッチからはキモがられている。
第32話登場のチチグルイ・ゴブオ、シリグルイ・ゴブハチ、アシグルイ・ゴブテツは恐らく血縁。
幻サソリ
デビルンルン城の魔物。第18話で登場。アシュー、キジラ、ジョギーに幻を見せ、倒そうとするが3人とも技が効かず、返り討ちに遭う。
ヘドロジジィ
第32話で登場。ヘドロブラザーの祖父。老体ながら非常に強く、孫の復讐に燃えていたが、返り討ちに遭う。

## 書誌情報
- 柳生卓哉『メメシス』 小学館〈少年サンデーコミックス〉、全4巻
  1. 2018年5月18日発売、ISBN 978-4-09-128293-4
  2. 2018年8月17日発売、ISBN 978-4-09-128386-3
  3. 2018年12月18日発売、ISBN 978-4-09-128597-3
  4. 2019年4月18日発売、ISBN 978-4-09-129135-6